# Хасіков Бату Сергійович
Хасіков Бату Сергійович (нар. 28 червня 1980, Москва, СРСР) — російський державний і політичний діяч. Глава Республіки Калмикія з 21 вересня 2019 (вріо 20 березня — 21 вересня 2019). Секретар Калмицького регіонального відділення партії «Єдина Росія» з 22 березня 2022 року. Член Президії регіональної політичної ради партії «Єдина Росія».
Депутат Народного Хуралу (Парламенту) Республіки Калмикія (2008—2012). Член Ради Федерації Федеральних зборів Російської Федерації — представник від виконавчого органу державної влади Республіки Калмикія (2012—2014). Радник керівника Федерального агентства у справах молоді (2017—2019). Спортсмен-кікбоксер, багаторазовий чемпіон світу серед професіоналів. Старший лейтенант міліції.

## Біографія
Бату Сергійович Хасіков народився 28 червня 1980 року в Москві, виріс у Калмикії в місті Каспійський (нині Лагань).
Батько — Хасіков Сергій Санжигоряєвич, калмик, інженер-технолог, народився 7 вересня 1952 року в селі Сорокіно в Манському районі Красноярського краю.
Мати — Хасікова Фірюза Шаріфуллаївна, татарка, викладач іноземних мов у школі.
Молодший брат Аюка (народився 7 жовтня 1983 року) — дизайнер, директор спортивного клубу «Багатур» в Елісті, віцепрезидент РОФСО «ФК РК», президент РФСГО «Калмицька футбольна ліга».
Молодша сестра Іляна — дитячий психолог.

## Санкції
21 червня 2018 року доданий до санкційного списку України.
30 листопада 2022 року, на тлі вторгнення Росії в Україну, Великобританія внесла Хасікова до списку санкцій, зазначаючи, що керований ним регіон — «один із найбідніших етнічних республік Росії, з яких було призвано значну кількість мобілізованих».
24 лютого 2023 року Держдепом США занесений до санкційного списку осіб, причетних до «здійснення російських операцій і агресії щодо України, а також до незаконного управління окупованими українськими територіями в інтересах РФ», зокрема за «заклик громадян на війну в Україні».